# Rodijska ciklama
Rodijska ciklama (lat. Cyclamen rhodium) je višegodišnja biljke iz roda ciklama, koju neki autori smatraju podvrstom primorske ciklame, lat. C. repandum subsp. rhodense.

## Rasprostranjenost i stanište
Ova biljka je rasprostranjena isključivo na grčkim otocima Peleponezu, Rodosu i na sjeverozapadnom Kosu. Najčešće nastanjuje šumovita i grmovita područja.

## Opis
Cvjetovi najčešće rastu u proljeće. Boja im je ružičasta, a na dnu svake latice nalazi se jedan tamnoružičasto obojen dio. Imaju pet latica, koje su najčešće duže nego šire. Listovi su zeleni, te na gornjoj površini imaju srebrnaste šare.

## Vanjske poveznice
|  | Zajednički poslužitelj ima još gradiva o temi Cyclamen peloponnesiacum |
|  | Wikivrste imaju podatke o taksonu Cyclamen rhodium                     |

- www.pacificbulbsociety.org